# Крымская железная дорога
Крымская железная дорога (КЖД) — федеральное государственное унитарное предприятие, обслуживающее систему железных дорог на территории Крымского полуострова и на Крымском мосту.
Основано в 2014 году на базе подразделений Крымской дирекции Приднепровской железной дороги Украинских железных дорог, расположенных на территории Крыма.

## Общие сведения
В составе дороги находятся три локомотивных депо (Симферополь, Джанкой, Керчь), вагонное депо в Джанкое, два пассажирских депо с ремонтной базой, одно моторвагонное депо (в Симферополе), дистанции пути, сигнализации и связи, электрификации, железнодорожный Крымский мост. До 2016 года у дороги отсутствовала собственная путевая машинная станция (ПМС) для капитального ремонта пути. До 2014 года станции Крымской дирекции работали преимущественно на выгрузку, обеспечивая основную долю годовой перевалки портов Крыма, в 2013 году составлявшую 11 млн тонн. Основная погрузка — вывоз флюсов с Балаклавского карьерного управления.

### Основные линии
Электрифицированные постоянным током на 3000 вольт:
- Солёное Озеро — Чистенькая — двухпутная.
- Чистенькая — Севастополь — однопутная.
- Остряково — Евпатория — однопутная.

Неэлектрифицированные:
- Джанкой — Феодосия — однопутная.
- Владиславовка — Крым — однопутная.
- Джанкой — Армянск — однопутная.
- Багерово — Керчь-Южная — Тамань-Пассажирская — двухпутная.

### Границы
Железная дорога граничит со следующими дорогами:
- Северо-Кавказская железная дорога, перегон Керчь-Южная — Тамань-Пассажирская (Крымский мост)
- Приднепровская железная дорога (перегон Солёное Озеро — Сиваш, закрыт)
- Одесская железная дорога (перегон Армянск — Вадим, закрыт Украиной; разблокирован Россией в ходе боевых действий в Херсонской области в 2022 году)

## История
Хронология развития линий:
Российская Империя
- 14 октября 1874 года — фактическая граница с современной Украиной (из Мелитополя) — Симферополь;
- 15 сентября 1875 года — Симферополь — Севастополь;
- 1896 год — Джанкой — Феодосия
- 1900 год — Владиславовка — Керчь
- 1915 год — Остряково — Евпатория

СССР
- 1935 год — Джанкой — Армянск
- 1944 год — Армянск — граница с УССР (и далее в Херсон)
- 1951 год — Керчь — порт Крым
- 1953 год — Инкерман I — Инкерман II
- 1969 год — Инкерман II — Камышовая бухта

Российская Федерация
- 2019 год — Керчь-Южная — Крымский мост (и далее к Тамани).
- 2020 год — прекращено паромное сообщение (паромы Крым — Кавказ и Керчь — Кавказ).

Территориальным предшественником современной Крымской железной дороги являлась Крымская дирекция Приднепровской железной дороги. 11 марта 2014 года административное здание дирекции было захвачено отрядами «самообороны Крыма», а 15 марта Совет министров АР Крым переподчинил её себе. После аннексии Крыма Россией российские власти Крыма постановили образовать государственное предприятие «Крымская железная дорога» (впоследствии — ГУП РК «Крымская железная дорога») на базе предприятий железнодорожного транспорта, находящихся на территории Республики Крым. В 2015 году предприятию была подчинена железнодорожная инфраструктура Севастополя, в том же году оно было передано крымскими властями в собственность РФ. В 2016 году Крымская железная дорога была преобразована в федеральное государственное унитарное предприятие. Украина, не признающая аннексию Крыма Россией, не признаёт и переход железнодорожной инфраструктуры Крыма к КЖД и выразила намерение подать в суд; предприятие было включено в санкционные списки США и ЕС.
Во время аннексии Крыма Россией из Крыма на материковую Украину была вывезена вся новая железнодорожная техника, в том числе электровозы ЧС7, путевые машины и вагоны новых серий. Участок Мелитополь — Сиваш (с ответвлением на Геническ) бывшей Крымской дирекции на территории Херсонской и Запорожской областей Украины был передан в состав Запорожской дирекции Приднепровской железной дороги. Было прекращено пригородное сообщение с Херсонской областью.
В первое время на составах поездов дальнего следования, переподчинённых Крымской железной дороге, были закрашены герб Украины и логотип «УЗ», заменённые гербом Республики Крым и аббревиатурой «КЖД», но сине-жёлтая цветовая гамма оформления сохранялась . Также на пассажирских вагонах был изменён код приписки с украинских 045, 046, 047 на крымский 085. Также в связи с появлением в апреле 2014 года государственной границы между Крымом и Украиной был введён временный пограничный и таможенный контроль в Джанкое, действовавший до декабря.
Состояние инфраструктуры и подвижного состава дороги на момент её образования было плохим. В середине октября 2014 года специалисты РЖД и Госжелдорнадзора провели обследование железной дороги и пришли к выводу, что верхнее строение путей и стрелочные переводы находятся в неудовлетворительном состоянии. В результате на некоторых участках скорость движения поездов было рекомендовано снизить до 40, 25, а местами и до 10 км/ч. Исполняющий обязанности начальника дороги А. Каракулькин заявил, что «технику нет смысла даже ремонтировать. Она устарела. Мы приняли такую КрымЖД от Приднепровской железной дороги».
В ноябре 2014 года было возобновлено железнодорожное грузовое паромное сообщение через Керченский пролив, по состоянию на 2014 год курсировали три железнодорожных парома: два по маршруту Кавказ — Крым, один по маршруту Кавказ — Керчь.
С 26 декабря 2014 года по инициативе украинской стороны было прекращено грузовое, а с 27 декабря — пассажирское сообщение с Крымом со стороны Украины.
В 2014 году погрузка составила 3,9 млн т, что на 41,5 % меньше, чем в 2013 году, выгрузка сократилась на 21,8 %.
В период энергетической блокады Крыма 2015—2016 годов на железной дороге полностью прекращалась эксплуатация электроподвижного состава; все маршруты электропоездов были заменены поездами из тепловозов ТЭП70, пришедших в аренду с Октябрьской железной дороги, и 3—6 плацкартных вагонов. Эта же магистраль предоставляла в аренду в 2014—2016 годах электровозы типа ЧС2Т, некоторые из которых до закрытия пограничных переходов с Украиной разменивались на украинские электровозы даже в Мелитополе.
С 25 апреля по 26 мая 2016 года был проведён капитальный ремонт путей Крымской железной дороги на перегоне между станциями Ефремовская и Краснопартизанская.
До 30 января 2016 года осуществлялось пассажирское сообщение с Москвой, Воронежем, Ростовом-на-Дону по интермодальной схеме «поезд+паром+поезд».
В 2017 году пассажиропоток вырос на 375 тыс. и достиг 3,3 млн пассажиров. Было заменено 53 километра рельсошпальной решётки, в том числе уложено 41,3 километров бесстыкового пути, что позволило увеличить скорость движения до 100 км/ч. На всём полигоне была завершена замена медных кабелей связи волоконно-оптическими.
В 2019 году уже пришли новые тепловозы ТЭП70БС и старые (бывшие с материка) ВЛ10 через паром.

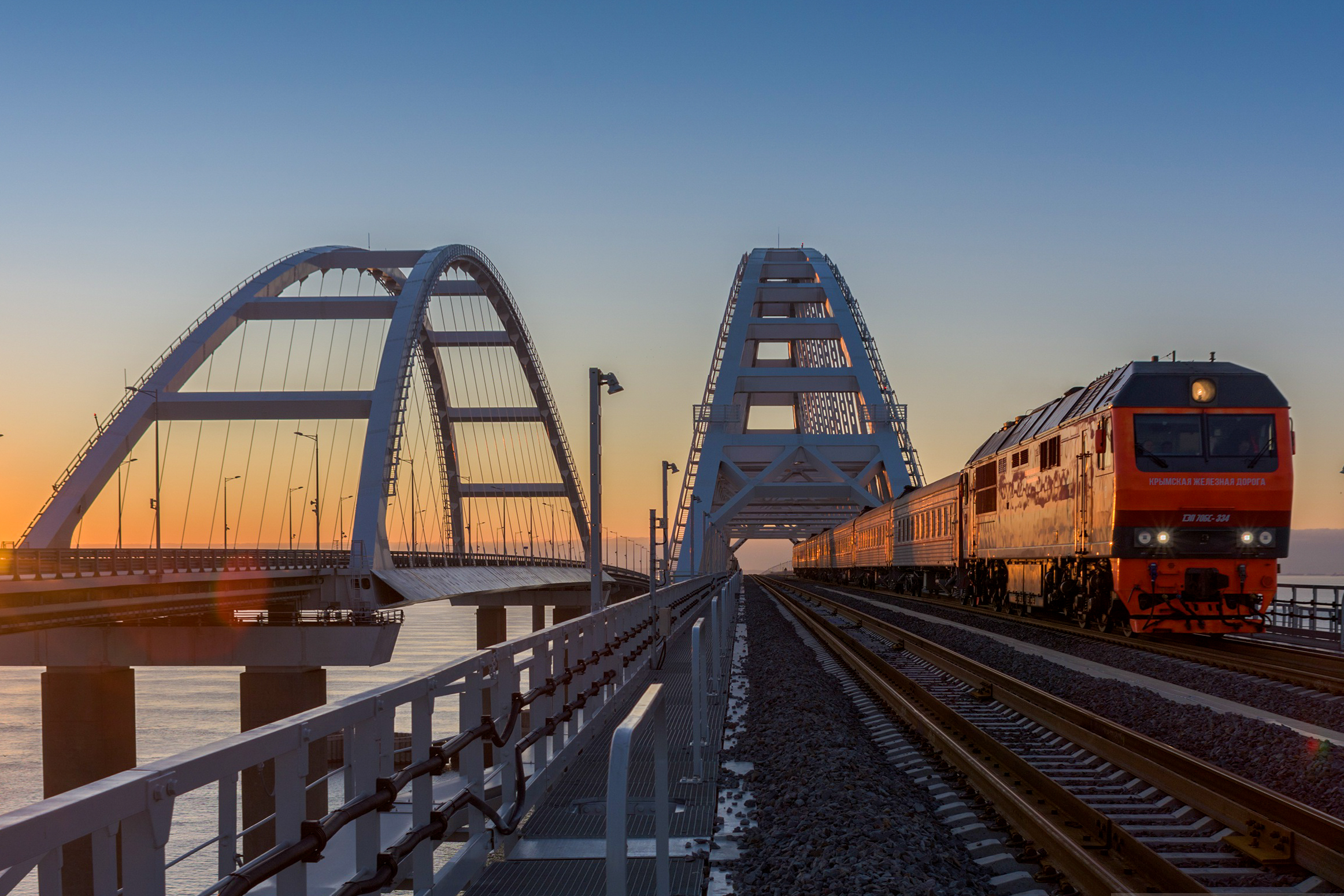
Поезд на Крымском мосту

За январь—сентябрь 2019 года Крымская железная дорога перевезла более 2,7 млн пассажиров. В декабре 2019 года завершено строительство железнодорожного моста через Керченский пролив, эксплуатацию которого осуществляет Крымская железная дорога.
11 ноября 2019 года была создана Южная пригородная пассажирская компания (ЮППК), которая начала осуществлять пригородные перевозки на маршрутах Крымской железной дороги.
Зимой 2020 года пришли РА2 для маршрута Керчь — Анапа.
В апреле 2020 года пришли ещё ЭД4М и, временно, до прихода РА3, ДТ1.
Летом 2020 приехали новые ЭП2Д и РА3, а также ещё один РА2 для продления маршрута Керчь — Анапа до Феодосии. ДТ1 были возвращены на материк в депо приписки.
С 15 июля 2020 года пригородные поезда под ЧМЭ3 заменились на РА3, а ЭР2К — на ЭП2Д и ЭД4М. В Крыму до конца сезона оставалось два ЭР2К на маршрутах Симферополь — Джанкой и Симферополь — Солёное озеро (остальные были переданы в Новокузнецк и Рыбное), после чего были переданы в Новокузнецк.

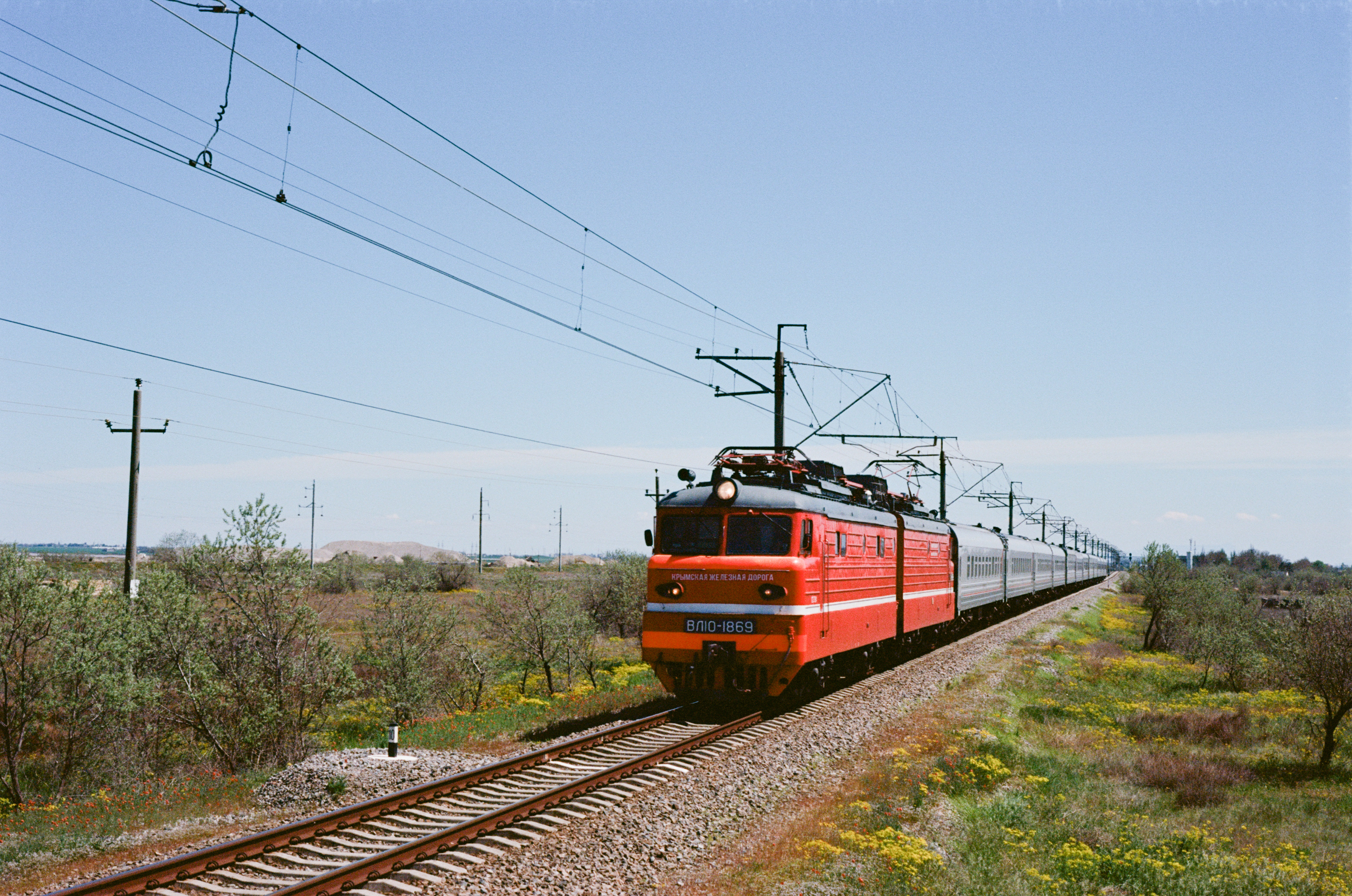
ВЛ10-1869 Крымской железной дороги с поездом Гранд Сервис Экспресс на линии в Евпаторию (2021)

28 сентября 2020 года состоялся последний рейс паромного железнодорожного сообщения через Керченский пролив, после чего то прекратилось: в связи с полным открытием Крымского моста Керченская паромная переправа стала невостребованной и прекратила работу.
Весной 2021 года к началу сезона с Октябрьской железной дороги было передано ещё 2 состава ЭД4М и 1 состав РА2.
По данным на 2024 год, за три года Крымская железная дорога перевезла 29 миллионов пассажиров и 17 миллионов тонн грузов.

### Начальники дороги
- Андрей Каракулькин: 26 марта 2014 года — 6 марта 2015 года.
- Алексей Черняев: 27 марта (и. о. с 6 марта) — 24 сентября 2015 года[33].
- Виктор Ребец: 24 сентября 2015 года — 29 марта 2016 года[34].
- Алексей Гладилин: 20 июня (и. о. с 29 марта) 2016 года — 17 июля 2020 года[35].
- Геннадий Фролов: и. о. с 17 июля 2020 года — 30 июня 2021 года[36].
- Гончаров Михаил: 30 июня 2021 года — настоящее время[37].

## Подвижной состав
Крымская железная дорога использует дизель поезда РА2 и РА3, электропоезда постоянного тока ЭД4М и ЭП2Д.

## Перспективы
Согласно «Стратегии развития железнодорожного транспорта РФ до 2030 года», подготовленной Минтрансом РФ в 2014 году, на развитие железнодорожной инфраструктуры Республики Крым и города Севастополя предполагается выделить 135,4 миллиарда рублей. Предусматривается строительство новой железнодорожной линии Пролётная — Керчь и ряда новых железнодорожных станций, в том числе и крупных, а также модернизация линии от Джанкоя до Феодосии и Керчи протяжённостью около 207 километров. Также в течение пяти лет планируется перевод всех железнодорожных линий Крымского полуострова на переменный ток 25 кВ.
В сентябре 2019 года Росимущество приобрело 166 пассажирских вагонов дальнего следования и 10 локомотивов для передачи ФГУП «Крымская железная дорога» с целью организации перевозок пассажиров в направлении Крыма. В декабре 2020 года было анонсировано, что Крымская железная дорога реконструирует 23 платформы.
Планируется строительство железной дороги в обход Свято-Климентовского Инкерманского мужского монастыря в пригороде Севастополя. Новая железная дорога пройдёт по карьеру и двум тоннелям для сохранения монастыря. Сообщалось, что протяжённость участка переустройства составит 1,6 километра. В июне 2021 года стало известно, что маршрут новой железнодорожной ветки не затронет жилые дома и исторические объекты.
В феврале 2021 года был одобрен проект электрификации железнодорожной линии восточного Крыма на отрезке от Темрюка до станции Багерово, включая Крымский мост. Общая стоимость работ составит 38,8 миллиарда рублей. Всего предстоит электрифицировать 96,21 километра путей, а длина контактной сети достигнет 115,98 километра.
Строительство ветки железной дороги, которая соединит новый международной терминал аэропорта Симферополя с инфраструктурой КЖД, было оценено в 7 миллиардов рублей.
В июле 2021 года стало известно, что будут отремонтированы три железнодорожные станции: Новофедоровка, Останино-Пресноводная и Багерово-Керчь. Ремонт станций пройдёт в рамках плана капитальных ремонтов всего предприятия.